# Christiansdal
 For alternative betydninger, se Christiansdal (flertydig). (Se også artikler, som begynder med Christiansdal)
Christiansdal er en gammel hovedgård, som hed Lundegaard og nævnes første gang i 1443. Christiansdal er nu en avlsgård under Krenkerup. Gården ligger i Branderslev Sogn, Lollands Nørre Herred, Maribo Amt, Nakskov Kommune, Hovedbygningen på Christiansdal, som var opført i 1905-1907, blev nedrevet i 2003.
Christiansdal er på 248 hektar.

## Ejere af Christiansdal
- (1443-1458) Olof Godov
- (1458-1460) Slægten Godov
- (1460-1491) Johan Oxe
- (1491-1512) Torben Oxe
- (1512-1647) Kronen
- (1647-1681) Peder Hansen
- (1681-1686) Slægten Hansen
- (1686-1722) Kronen
- (1722-1727) Christian August hertug af Augustenborg
- (1727-1728) Christian greve af Danneskiold-Samsøe
- (1728) Frederik greve af Danneskiold-Samsøe
- (1728-1736) Adam Christoffer greve Knuth
- (1736-1743) Ida Margrethe Reventlow gift Knuth
- (1743-1801) Christian Frederik baron Knuth
- (1801-1804) Adam Christoffer baron Knuth
- (1804-1810) Diderich Diderichsen
- (1810-1840) Christian Heinrich August greve Hardenberg-Reventlow
- (1840-1842) Ida Augusta Christiansdatter grevinde Hardenberg-Reventlow gift (1) von Holck (2) von Gersdorff (3) D`Almaforte
- (1842-1846) Christian Ludvig Johan Dormund greve Gersdorff-Hardenberg-Reventlow
- (1846) Ida Augusta Christiansdatter grevinde Hardenberg-Reventlow gift (1) von Holck (2) von Gersdorff (3) D`Almaforte
- (1846-1864) Simon Dominici greve D`Almaforte-Hardenberg-Reventlow
- (1864-1867) Ida Augusta Christiansdatter grevinde Hardenberg-Reventlow gift (1) von Holck (2) von Gersdorff (3) D`Almaforte
- (1867-1885) Carl Ludvig August Rudolph greve Holck-Hardenberg-Reventlow
- (1885) prinsesse Lucie Schönaich-Carolath gift von Haugwitz
- (1885-1888) Curt Ulrich Heinrich greve Haugwitz-Hardenberg-Reventlow
- (1888-1903) prinsesse Lucie Schönaich-Carolath gift von Haugwitz
- (1903-1921) Heinrich Berhard Carl Poul Georg Curt greve Haugwitz-Hardenberg-Reventlow
- (1921-1970) Heinrich Ludvig Berhard Erdmann Georg greve Haugwitz-Hardenberg-Reventlow
- (1970-2012) Rupert Gorm Reventlow-Grinling
- (2012-) Patrick Reventlow-Grinling [1]

## Ekstern henvisninger
- Krenkerup Gods
- Christiansdal - fra Dansk Center for Herregårdsforskning Arkiveret 17. februar 2022 hos  Wayback Machine